# ملا لی
ملا لی (انگلیسی: Mela Lee؛ زادهٔ ۳۱ ژوئیهٔ ۱۹۷۶) یک نوازنده، و خواننده اهل ایالات متحده آمریکا است.
او یک صداپیشه آمریکایی مستقر در لس آنجلس است که صداپیشگی شخصیت هایی را در تعدادی از مجموعه های انیمیشن ، فیلم ها ، نمایش های تلویزیونی و بازی های ویدیویی انجام می دهد. او صداپیشه تیکی در میراکلس بوده است.